# العلاقات الأرجنتينية النرويجية
العلاقات الأرجنتينية النرويجية هي العلاقات الثنائية التي تجمع بين الأرجنتين والنرويج.

## مقارنة بين البلدين
هذه مقارنة عامة ومرجعية للدولتين:
| وجه المقارنة                                              | الأرجنتين                                               | النرويج                                                   |
| --------------------------------------------------------- | ------------------------------------------------------- | --------------------------------------------------------- |
| المساحة (كم2)                                             | 2.78 مليون                                              | 385.21 ألف                                                |
| عدد السكان (نسمة)                                         | 44.27 مليون                                             | 5.33 مليون                                                |
| الكثافة السكانية (ن./كم²)                                 | 15.92                                                   | 13.84                                                     |
| العاصمة                                                   | بوينس آيرس                                              | أوسلو                                                     |
| اللغة الرسمية                                             | اللغة الإسبانية                                         | بوكمول، لغات السامي، نينوشك، اللغة النرويجية              |
| العملة                                                    | البيزو الأرجنتيني 1983 ‏، بيزو أرجنتيني، أسترال أرجنتيني | كرونة نروجية                                              |
| الناتج المحلي الإجمالي (بليون دولار)                      | 637.59 مليار                                            | 398.83 مليار                                              |
| الناتج المحلي الإجمالي (تعادل القوة الشرائية) بليون دولار | 883.02 مليار                                            | 322.23 مليار                                              |
| الناتج المحلي الإجمالي الاسمي للفرد دولار أمريكي          | 13.43 ألف                                               | 74.40 ألف                                                 |
| الناتج المحلي الإجمالي للفرد دولار أمريكي                 |                                                         | 65.61 ألف                                                 |
| مؤشر التنمية البشرية                                      | 0.827                                                   | 0.944                                                     |
| رمز المكالمات الدولي                                      | +54                                                     | +47                                                       |
| رمز الإنترنت                                              | .ar                                                     | .no                                                       |
| المنطقة الزمنية                                           | 00                                                      | ت ع م+01:00، ت ع م+02:00، توقيت وسط أوروبا، أوروبا/أوسلو ‏ |

## منظمات دولية مشتركة
يشترك البلدان في عضوية مجموعة من المنظمات الدولية، منها:
| علم المنظمة | اسم المنظمة                               | تاريخ انضمام الأرجنتين | تاريخ انضمام النرويج |
| ----------- | ----------------------------------------- | ---------------------- | -------------------- |
|             | البنك الإفريقي للتنمية                    | ?                      | 1963                 |
|             | المنظمة الهيدروغرافية الدولية             | ?                      | ?                    |
|             | منظمة الشرطة الجنائية الدولية             | ?                      | ?                    |
|             | الاتحاد البريدي العالمي                   | ?                      | ?                    |
|             | منظمة التجارة العالمية                    | ?                      | 1995                 |
|             | الفريق المعني برصد الأرض                  | ?                      | ?                    |
|             | مجموعة الموردين النوويين                  | ?                      | ?                    |
|             | مؤسسة التنمية الدولية                     | 3 أغسطس 1962           | 24 سبتمبر 1960       |
|             | مؤسسة التمويل الدولية                     | 13 أكتوبر 1959         | 20 يوليو 1956        |
|             | منظمة حظر الأسلحة الكيميائية              | ?                      | ?                    |
|             | الأمم المتحدة                             | 24 أكتوبر 1945         | 27 نوفمبر 1945       |
|             | الاتحاد الدولي للاتصالات                  | 1889                   | 1866                 |
|             | البنك الدولي للإنشاء والتعمير             | 20 سبتمبر 1956         | 27 ديسمبر 1945       |
|             | مجموعة أستراليا                           | 1993                   | 1986                 |
|             | المركز الدولي لتسوية المنازعات الاستشارية | 18 نوفمبر 1994         | 15 سبتمبر 1967       |
|             | وكالة ضمان الاستثمار متعدد الأطراف        | 11 فبراير 1992         | 9 أغسطس 1989         |
|             | نظام تحكم تكنولوجيا القذائف               | 1993                   | 1990                 |
|             | يونسكو                                    | 15 سبتمبر 1948         | 4 نوفمبر 1946        |

## أعلام
هذه قائمة لبعض الشخصيات التي تربطها علاقات بالبلدين:
- ماركو بيرغر (8 ديسمبر 1977 – )

## وصلات خارجية
- موقع وزارة الخارجية الأرجنتينية
- موقع وزارة الخارجية النرويجية